# Senmedeltiden

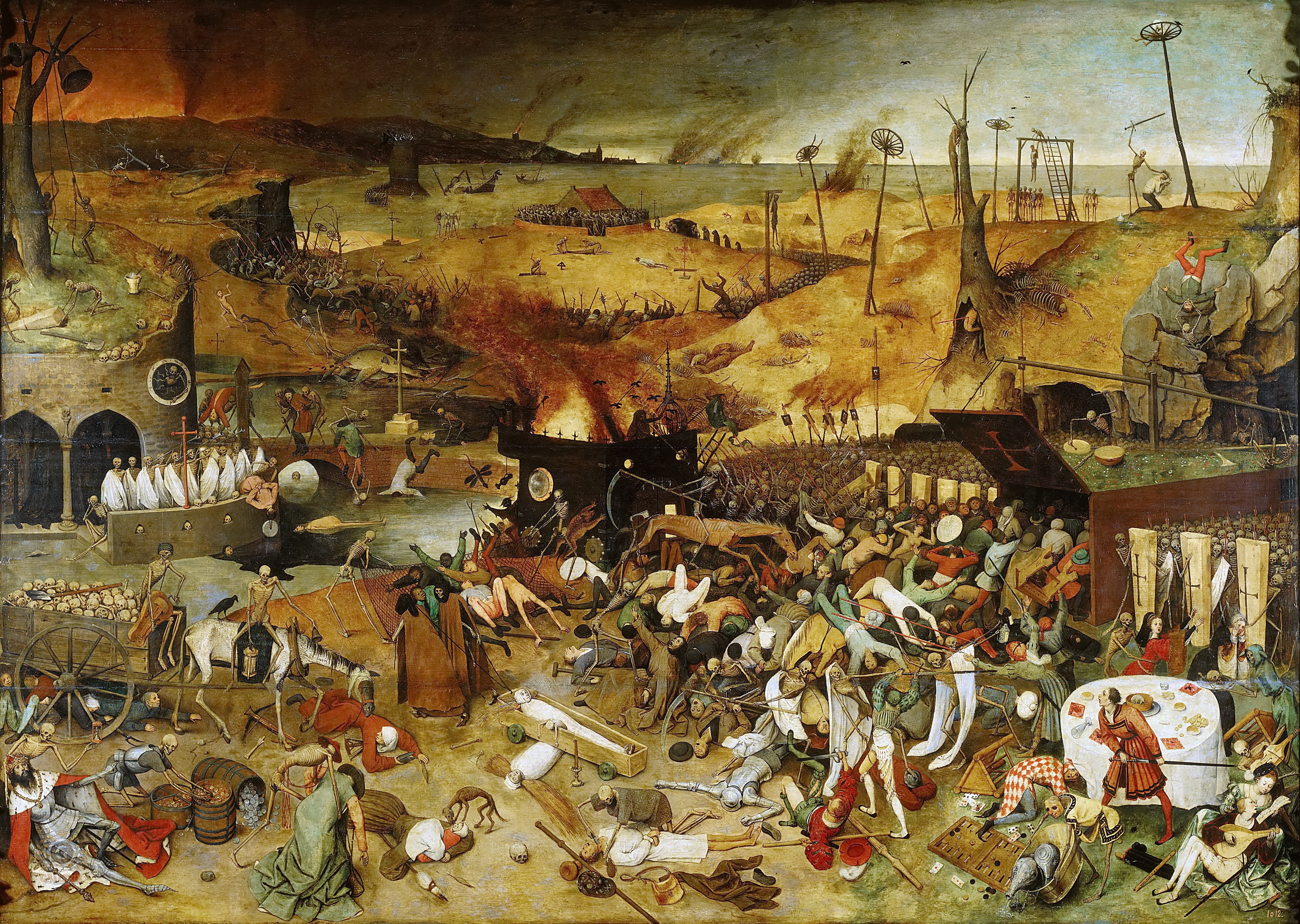
Dödens triumf av Pieter Bruegel d.ä. skildrar digerdödens verkningar, som inledde senmedeltiden.

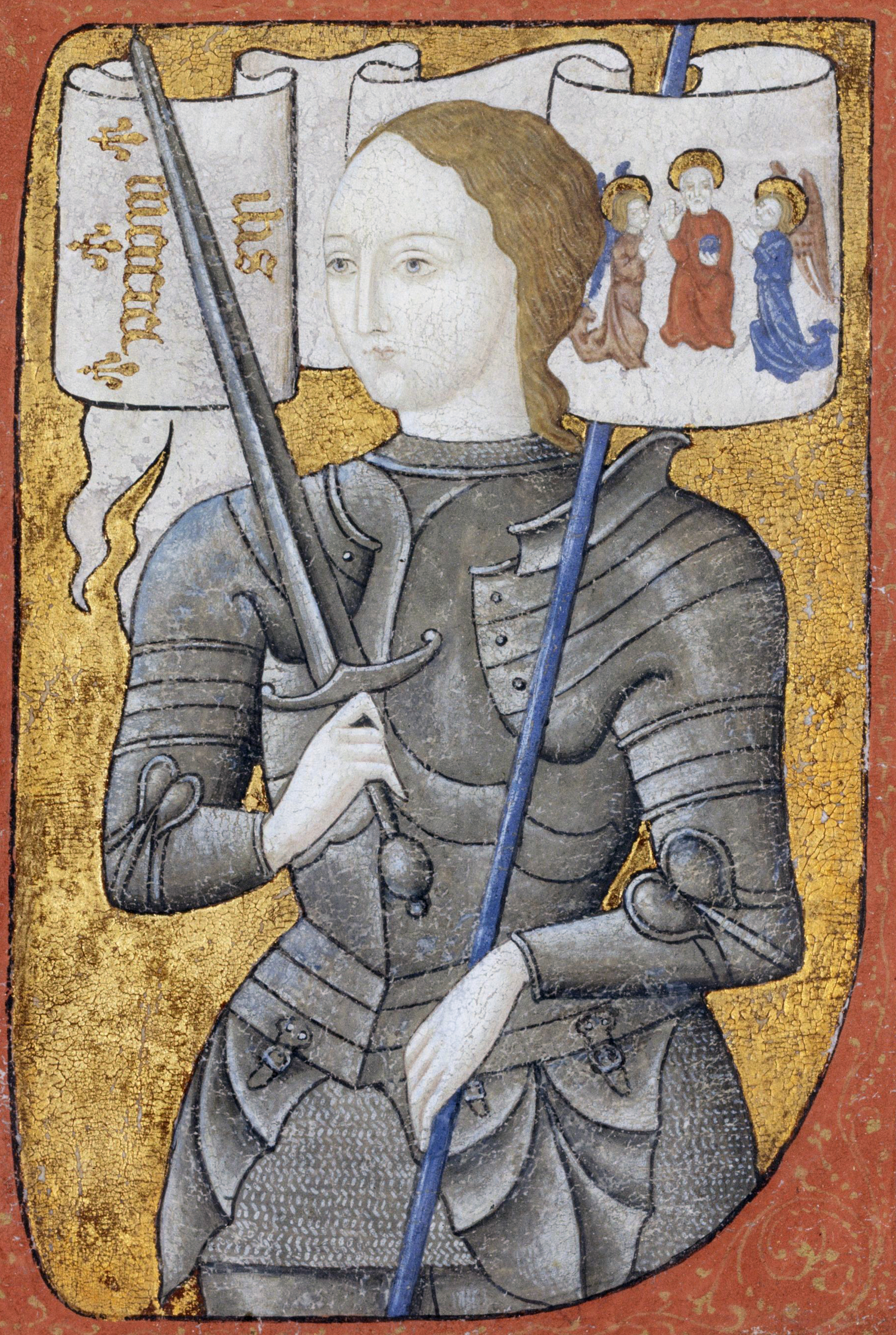
Jeanne d'Arc.

Senmedeltiden var en epok i Europas historia i slutet av medeltiden som varade mellan 1300-talet och slutet av 1400-talet. Den föregås av högmedeltiden, som slutade vid mongolväldets och digerdödens ankomst till Europa i mitten på 1300-talet, och avslutas med tidigmodern tid, då renässansen och reformationen sprider sig över Europa i slutet av 1400-talet och början av 1500-talet. I Norden sammanfaller senmedeltiden med Kalmarunionen; i Västeuropa sammanfaller den med hundraårskriget. Senmedeltiden motsvarar ungefär skandinavisk yngre medeltid (ungefär 1250 till 1520), som i Sverige innefattade perioden Folkungatiden (1250-1389) och Kalmarunionens tid (1389-1520), och följde på äldre medeltid.

## Bakgrund
Den befolkningsökning som pågått i Europa ända sedan medeltidens början började på 1300-talet att avta. Detta berodde på att klimatet, som tidigare blivit varmare och varmare, började bli kallare. Detta medförde att skördarna blev sämre vilket ledde till en folkminskning. Till råga på detta slog digerdöden till under 1350-talet och tog livet av en tredjedel av Europas befolkning, det vill säga cirka 75 miljoner människor, på bara 15 år.
Det tuffare klimatet ledde till att människor börjat fundera på hur man tekniskt sett kunde få bättre skördar, som till exempel att man skulle dika ut åkrarna och att gödsel gav jorden näring. Bristen på arbetskraft (alla livegna hade i princip dött) gjorde arbetena mer attraktiva och vissa bönder blev till och med avlönade. Bönderna insåg sin nyvunna makt och började kräva högre löner som på vissa håll resulterade i bondeuppror. Dessa slogs i regel ner, men de fick ändå en betydelse. Det mest kända upproret är det i London 1381 med Wat Tyler i spetsen. På många håll i Västeuropa försvann livegenskapen helt och bönder kunde köpa loss sina gårdar, medan det i östra Europa, i de gamla slaviska länderna, snarare blev tvärtom med skärpt livegenskap och försämrad ställning för bönderna.
Österut var mongolerna kvar i det som senare skulle bli Ryssland och Gyllene Horden var under långsam upplösning, hotet som Europa upplevt under 1200-talet från Horden tycktes försvinna även då man började utveckla nya krigstekniker såsom kanoner.
Under denna tid uppkom humanisterna som ville sprida budskap om människans frihet.

## Det historiska förloppet

### Denlilla istiden
Som redan nämnts inträdde under 1300-talet en klimatförändring som kallas den "lilla istiden": klimatet blev kallare, vilket bland annat ledde till att skördarna blev sämre.

### Hundraårskriget
Framåt mitten av 1300-talet uppkom det så kallade hundraårskriget som egentligen var en serie "småkrig" mellan Frankrike och England. Egentligen hade konflikten en lång förhistoria som började gro redan på 900-talet. Det handlade om strider om förläningar, om rätten till den engelska (angevinska) tronen respektive den franska. Generellt var huvudkombattanterna: England med sina burgundiska allierade, och Frankrike med sin kung och dennes vasaller. Hundraårskriget markerade att krigföringen nu höll på att förändras. Det visade att beridna riddarhärar hade blivit en anakronism. Militära nyheter som långbågar och förbättrade kastmaskiner framkom. Det började nu också visa sig att befästa borgar började bli förlegade. En viktig sak som inträffade under hundraårskriget var Jeanne d'Arcs framträdande på den historiska scenen. Jeanne d'Arc var en ung flicka, som senare blev förklarad som franskt nationalhelgon, och som stod i täten för den franska hären vid belägringen av Orleans.

### Digerdöden
Digerdöden, även kallad "Pesten" och "Den stora döden", spred sig som en löpeld genom Europa. På bara några få år hade flera miljoner européer dött. Tidens läkare kunde inte riktigt förstå sjukdomen så detta kan vara en viktig orsak till att människor dog i masstal. Hela Västeuropa till och med Norden drabbades. Människorna vid tiden menade att detta var "Guds straff" som ett resultat av deras syndiga leverne. Nya religiösa sekter uppstod som flagellanterna eller gisslarna under pesten, som ägnade sig åt självspäkning. Vidare fanns det grupper som judar och människor som hade spetälska angreps och beskylldes för att "ligga bakom pestepidemin". En tredjedel av Europas befolkning dukade under på grund av sjukdomen.

### Påvedömet i Avignon
Under 1300-talet uppstod en schism inom kyrkan. Ett nytt påvedöme i Avignon kom till. Detta som senare skulle kallas "påvarnas babyloniska fångenskap". De olika nationerna stod på varsin sida i konflikten. Schismen fördjupades och till sist fanns det inte mindre än tre olika påvedömen i Europa under 1400-talet.